# Carau Mate (Ort)
Carau Mate ist eine osttimoresische Siedlung im Sucos Ailok (Verwaltungsamt Cristo Rei, Gemeinde Dili). Der Ort befindet sich im Südwesten der Aldeia Carau Mate, auf einer Meereshöhe von 420 m. Straßen verbinden die kleine Siedlung mit dem Nachbarort Darlau im Südosten und der Landeshauptstadt Dili im Norden. Der Name des Ortes bedeutet in Tetum „Büffelkadaver“.

## Geschichte
Bei Ausbruch des Bürgerkriegs 1975 fand der damals 13-jährige Gregório Saldanha in Carau Mate mit seiner Familie Zuflucht vor den Kämpfen. Auch während der Unruhen in Osttimor 2006 kamen Flüchtlinge aus der Hauptstadt Dili hier unter.